# アリク・マムィルクロフ
アリク・マムィルクロフ（1956年4月10日 - ）は、キルギス共和国の軍人。元キルギス共和国軍参謀総長。少将。

## 経歴
オシ市出身。キルギス人。
1977年、アルマ・アタ高等諸兵科共通指揮学校を卒業し、小隊長から旅団長までを歴任した。1992年、M.V.フルンゼ名称軍事アカデミーを卒業。
1997年～1999年、キルギス内務省に勤務。
1999年、キルギス国防省国境警備総局副総局長、後に同総局の参謀長兼第一副総局長。2001年、国境警備総局長。
2002年、国防次官。2002年10月26日、キルギス共和国軍参謀総長/国防第一次官。

## パーソナル
一等「クジュルモン・クィズマート・オトゴンドゥグ・ウチュン」メダルを受章。